# Armistizio di Focșani
L'armistizio di Focșani venne siglato il 9 dicembre 1917 a Focșani in Romania tra i rappresentanti degli Imperi centrali (Impero tedesco, Impero austro-ungarico, Impero ottomano e Regno di Bulgaria) da un lato, e quelli del Regno di Romania e della Repubblica russa dall'altro. L'armistizio pose fine agli scontri della campagna di Romania della prima guerra mondiale, e segnò l'apertura delle trattative di pace della Romania con gli Imperi centrali conlusesi il 7 maggio 1918 con la firma del trattato di Bucarest.

## Antefatti
Il Regno di Romania entrò nella prima guerra mondiale il 27 agosto 1916, schierandosi dalla parte degli Alleati e dichiarando guerra all'Impero austro-ungarico. Questa mossa si rivelò gravemente intempestiva e si ritorse rapidamente contro la stessa Romania, assalita su tutti i lati dalle forze degli Imperi centrali: mentre la principale offensiva romena in Transilvania procedeva lentamente, un'armata di truppe bulgare, tedesche e ottomane aveva contrattaccato in Dobrugia; l'intervento di truppe russe alleate aveva consentito ai romeni di parare questa mossa, ma ulteriori forze tedesche e austro-ungariche avevano forzato la linea dei Carpazi meridionali e avevano invaso la Valacchia. I contrattacchi romeni fallirono e gli Imperi centrali si assicurarono il controllo della parte centrale del paese, prendendo la capitale Bucarest il 6 dicembre 1916; il governo romeno e i resti del suo esercito erano ripiegati in Moldavia, dove stabilirono un nuovo fronte difensivo con l'aiuto delle forze russe.
Per la prima metà del 1917 la linea del fronte in Moldavia era rimasta stazionaria: gli Imperi centrali si accontentavano di controllare le loro recenti conquiste, mentre i romeni erano intenti a rioraganizzare e riequipaggiare il loro esercito con l'aiuto degli alleati. Le operazioni avevano avuto una recrudescenza alla fine di luglio 1917: un'offensiva romena aveva portato a un buon successo tattico contro le linee austro-tedesche nel corso della battaglia di Mărăști (22 luglio - 1º agosto); a questa era seguita una controffensiva degli Imperi centrali, sfociata nelle battaglie di Mărășești (6 agosto - 8 settembre) e di Oituz (8-20 agosto) al termine delle quali la linea del fronte era ritornata più o meno alla situazione precedente. Le forze romene si erano ben comportate in queste battaglie, dando prova di aver recuperato rispetto ai disastri del 1916, ma all'opposto gli alleati russi avevano invece dato preoccupanti segni di cedimento morale e organizzativo: dopo la rivoluzione di febbraio il precedente regime imperiale russo era stato rovesciato e rimpiazzato da un Governo provvisorio russo di ispirazione repubblicana; nonostante il nuovo governo avesse proclamato la continuazione della guerra al fianco degli Alleati, il morale delle forze armate russe era collassato, mentre interi reparti cadevano preda di disordini politici interni con i soldati che si rifiutavano di prendere parte a ulteriori battaglie.
Nel novembre 1917 le forze rivoluzionarie bolsceviche russe diedero il via a un colpo di Stato contro il Governo provvisorio (la cosiddetta "Rivoluzione d'ottobre"): il governo venne rovesciato mentre il paese intero cadeva nel caos politico. Il nuovo governo bolscevico insediatosi a Pietrogrado aveva tra i primi punti del suo programma la sospensione immediata di ogni ostilità, e già il 26 novembre una delegazione russa si recò al quartier generale tedesco di Brest-Litovsk per trattare un immediato cessate il fuoco lungo tutto il fronte orientale; le trattative sfociarono poi in un accordo di armistizio tra la Russia e gli Imperi centrali siglato il 15 dicembre seguente. Anche nel settore romeno i russi stavano seguendo l'impostazione generale che voleva un'immediata sospensione delle ostilità, e il 5 dicembre il comandante in capo delle forze russe sul fronte moldavo, generale Dmitry Shcherbachev, trasmise un messaggio radio al locale comando degli Imperi centrali chiedendo l'avvio di negoziati. I romeni erano più titubanti, temendo che una loro capitolazione completa sarebbe stata troppo malvista dagli altri Alleati, con conseguente duro trattamento della Romania nell'ambito delle trattative di pace finali del conflitto; l'uscita di scena della Russia rendeva tuttavia militarmente insostenibile la situazione delle forze romene, obbligando il paese ad accettare le trattative per un armistizio anche sul fronte moldavo.

## L'armistizio
Il 7 dicembre la delegazione negoziale russa, capitanata dal generale Anatolij Kiprianović Kelchevsky, e quella romena, guidata dal generale Alexandru Lupescu, attraversarono le linee del fronte austro-tedesco e raggiunsero il villaggio di Focșani, la sede scelta per i negoziati. La delegazione degli Imperi centrali radunata a Focșani era guidata dal generale tedesco Curt von Morgen e da quello austro-ungarico Oskar Hralinović von Czvetassin; Bulgaria e Impero ottomano erano rappresentati solo da ufficiali di stato maggiore di secondo piano.
Nonostante un'iniziale freddezza, soprattutto da parte della delegazione russa, le trattative procedettero speditamente ed entro il primo giorno la maggior parte delle questioni era stata risolta; i principali punti in sospeso rimasero il riconoscimento come acque neutrali e quindi vietate agli altri belligeranti del basso corso del Danubio e del Mar Nero, e la liceità o meno per gli Imperi centrali di ritirare le loro truppe schierate in Moldavia per impiegarle contro gli Alleati su altri fronti di guerra. La delegazione russa fece quindi ritorno alle sue linee mentre quella romena rimase a pernottare a Focșani.
I russi non fecero ritorno l'8 dicembre e le trattative proseguirono quindi tra i rappresentanti degli Imperi centrali e i soli romeni, facendo registrare però solo scarsi progressi. La delegazione russa tornò a Focșani il 9 dicembre, e Kelchevsky annunciò di aver ricevuto l'ordine di chiudere un accordo a qualsiasi costo; ciò rimosse in pratica ogni ulteriore ostacolo ai negoziati, e un accordo di armistizio venne quindi siglato quello stesso 9 dicembre: gli Imperi centrali ottennero buona parte di quanto chiedevano, in particolare circa il permesso di ritirare dal fronte le truppe per le quali era già stato fissato un nuovo rischieramento per il 5 dicembre precedente. Le forze armate e il governo romeno rimasero in pieno controllo dei territori della Moldavia, ma il resto della Romania fu mantenuto sotto occupazione degli Imperi centrali mentre le trattative proseguivano per la definizione di un pieno trattato di pace tra le due parti; queste poi sfociarono infine il 7 maggio 1918 nella stipula del trattato di Bucarest, che inflisse alla Romania condizioni di pace molto punitive.